# Theforce.net
Theforce.net, även känd som The Force.net, är den största icke-officiella Star Wars-webbplatsen.
Webbplatsen skapades 1996, till en början under namnet the Star Wars Page at Texas A&M, av Darin Smith och Scott Chitwood. 1997 flyttade den till namnet TheForce.net, 
och 1999 hade TheForce.net 40 000 besökare dagligen som sökte skvaller, förhandsinformation om den då kommande filmen Star Wars: Episod I - Det mörka hotet, besökte diskussionsforumet The Jedi Council med mera. Sidan drivs som ett hobbyprojekt av 13-50 medarbetare, där en del fungerar som spioner som ser till att komma över bilder, filmsnuttar, och information om kommande Star Wars-produkter.
I början kostade det 40 dollar i månaden att driva webbplatsen men allt eftersom besöksantalet steg så steg även driftskostnaderna till 3000 dollar i månaden, varpå avtal slöts med Imagine Media och The Den om annonsplatser. Så småningom ledde annonsintäkterna till att verksamheten gav en liten vinst och skaparna beslutade att all eventuell vinst skulle doneras till diabetesforskning.
Webbplatsen har blivit uppmärksammad för sin avdelning om falska rykten kring de då kommande filmerna, 
Kevin Rubios fanfilm Troops, som parodierar både Star Wars och tv-serien COPS, 
en falsk trailer för Star Wars: Episod II - Klonerna anfaller, som visade Leonardo Di Caprio och Hayden Christensen, 
läckta filmsnuttar från inspelningen av Klonerna anfaller 
och Paul Orphanos regelbundna nyhetsprogram, TFN Digital, med reportage och intervjuer om allt kring Star Wars.